# Université franco-haïtienne du Cap-Haïtien
L'université franco-haïtienne du Cap-Haïtien (UFCH) est une institution d'enseignement supérieur privé accréditée par le ministère de l'Éducation nationale et de la formation professionnelle, fondée en août 2011 et basée au Cap-Haïtien avec une annexe à Fort-Liberté (Nord-Est d'Haïti).
Elle propose des formations de licence et de master dans les domaines suivants : Psychologie, Sciences du Langage, Sciences de l'éducation, Sciences du développement. 
L'UFCH propose également des formations de cycle court (1-2 ans) dans les domaines suivants : Sexologie appliquée, Conseil conjugal et familial, Criminologie, Psychologie positive, Pédagogie générale, Administration scolaire, langues vivantes, Gestion de projet Journalisme et Communication. 
Cette institution fait partie des 20 meilleures universités d'Haïti, selon le classement effectué par différents sites internationaux comme Unirank, Webometrics, Rankpk et Edurank.
Les formations sont proposées en présentiel, en week-end et en distanciel. 
Un projet de construction d'un campus pouvant accueillir jusqu'à dix mille (10 000) étudiants sur le site du Cap-Haïtien est en cours. 
L'université franco-haïtienne du Cap-Haïtien est actuellement dirigée par Dr Wander Numa. Elle est membre de l'Impact universitaire des Nations unies (UNAI en anglais) et de l'Agence Universitaire de la Francophonie (AUF).